# جوزيف ماويل
جوزيف ماويل (بالإنجليزية: Joseph Mawle)‏ هو ممثل بريطاني، ولد في 21 مارس 1974 بأكسفورد في المملكة المتحدة.

## أعمال

### أفلام
- (2010) صنع في داجنهام[5]
- (2012)  صياد مصاص الدماء[6]
- (2015) أقتل أصدقائك
- (2015) في قلب البحر[7][8]

### مسلسلات
- (2022) سيد الخواتم مسلسل[9]

## وصلات خارجية
- جوزيف ماويل على موقع IMDb (الإنجليزية)
- جوزيف ماويل على موقع قاعدة بيانات الأفلام العربية
- جوزيف ماويل على موقع ألو سيني (الفرنسية)
- جوزيف ماويل على موقع أول موفي (الإنجليزية)
- جوزيف ماويل على موقع قاعدة بيانات الفيلم (الإنجليزية)
- جوزيف ماويل على موقع كينوبويسك (الروسية)